# Karel Finek
Karel Finek (Hradec Králové, 27 maggio 1920 – 8 settembre 1989) è stato un allenatore di calcio e calciatore cecoslovacco, di ruolo portiere.

## Carriera

### Club
Cresciuto nel SK Baťov, nel 1940 passa allo Slavia Praga, vincendo 4 campionati consecutivi (1940-1943) prima di trasferirsi in Francia pochi mesi dopo averci giocato contro in Nazionale, al Saint-Etienne, club di prima divisione. Dopo un paio di stagioni, si ritira dal calcio professionistico.

### Nazionale
Nel 1946 ottiene due convocazioni con la Nazionale cecoslovacca, la prima in data 7 aprile contro la Francia (3-0) e la seconda contro la Jugoslavia (0-2), sfide entrambe perse.

## Palmarès

### Club

#### Competizioni nazionali
- Campionato cecoslovacco: 4

Slavia Praga: 1939-1940, 1940-1941, 1941-1942, 1942-1943